# Hanka Landau-Eiger
Hanka Landau-Eiger (ur. 1904 w Krakowie, zm. 1999 w Rio de Janeiro) – polska malarka pochodzenia żydowskiego.

## Edukacja i charakterystyka twórczości
Sztuki malarstwa uczyła się w Wolnej Szkole Malarstwa i Rysunku im. Ludwiki Mehofferowej oraz w latach 1926–1933 w Akademii Sztuk Pięknej w Krakowie. Jej nauczycielami byli Władysław Jarocki i Fryderyk Pautsch. W 1935 roku została przyjęta w poczet członków Zawodowego Związku Polskich Artystów Plastyków. Występowała wraz z kabaretem „Bury Melonik” a w 1935 roku na deskach teatrzyku „Tam-tam”. Po wybuchu II wojny światowej wyjechała do Lwowa, gdzie ukrywała się jako Anna Zagórska. Po wojnie powróciła do Krakowa a następnie wyjechała do Brazylii, do Rio de Janeiro. Tam malowała abażury z czego utrzymywała się.
Tworzyła głównie kompozycje olejne oraz rysunki.

## Wystawy i działalność artystyczna
Swoje prace wystawiała m.in. w 1934 roku w Pałacu Sztuki, w ramach Salonu oraz w wystawach jako członek ZZPAP w 1936 i 1939 roku. W 1934 wystawiała prace razem z członkami Zrzeszenia Żydowskich Artystów Malarzy i Rzeźbiarzy. W 1939 jedna z jej prac została podarowała na Fundusz Obrony Narodowej; prace te pokazano w Domu Plastyków w Krakowie.